# Wereldkampioenschap schaatsen allround vrouwen 1963
Het vierentwintigste Wereldkampioenschap schaatsen allround voor vrouwen werd op 21 en 22 februari 1963 verreden op de IJsbaan van Karuizawa, Japan. Het was de eerste keer dat de vrouwen buiten Europa om de wereldtitel streden én de eerste keer dat zij dit op een kunstijsbaan deden, wat dan ook resulteerde in vijf kampioenschapsrecords en een wereldrecord op de 1000m, het eerste na het wereldrecord van Verné Lesche op de 5000m op het WK van 1949.
Er deed een recordaantal van vierendertig deelneemsters uit, ook een record, dertien landen mee. Uit Japan (4), China (4), Noord-Korea (2), Mongolië (1), Australië (2), de Verenigde Staten (3), de DDR (3), Finland (1), Frankrijk (1), Nederland (1), Polen (3), de Sovjet-Unie (5) en Zweden (4). Veertien rijdsters debuteerden deze editie, waaronder Wil de Beer die na Gonne Donker ('37, '38, '39) en Rie Meijer ('58) de derde Nederlandse schaatsster was die op het WK Allround uitkwam.
Ook dit kampioenschap werd over de kleine vierkamp, respectievelijk de 500m, 1500m, 1000m en 3000m, verreden.
Lidia Skoblikova werd de derde vrouw die wereldkampioene werd met vier afstandzeges, eerder presteerden alleen de Noorse Laila Schou Nilsen ('37) en de Finse Verné Lesche ('47) dit voor haar. Haar landgenoten, drievoudig wereldkampioene, Inga Voronina-Artamonova en, tweevoudig wereldkampioene, Valentina Stenina werden tweede en derde.
De Chinese Wang Shuyuan behaalde de eerste afstandsmedaille voor China (zilver op de 1000m). De Zweedse Gunilla Jacobsson veroverde de vijfde afstandsmedaille voor Zweden, alle overige medailles kwamen weer terecht bij de Sovjetdelegatie.

## Afstandsmedailles
| Afstand | Goud ·           | Zilver ·          | Brons ·                  |
| ------- | ---------------- | ----------------- | ------------------------ |
| 500m    | Lidia Skoblikova | Irina Jegorova    | Gunilla Jacobsson        |
| 1500m   | Lidia Skoblikova | Valentina Stenina | Inga Voronina-Artamonova |
| 1000m   | Lidia Skoblikova | Wang Shuyuan      | Inga Voronina-Artamonova |
| 3000m   | Lidia Skoblikova | Valentina Stenina | Inga Voronina-Artamonova |

## Klassement
| Rang   | Schaatsster                | Land                           | Punten  | 500m      | 1500m       | 1000m         | 3000m       |
| ------ | -------------------------- | ------------------------------ | ------- | --------- | ----------- | ------------- | ----------- |
| Goud   | Lidia Skoblikova           | Sovjet-Unie                    | 190,817 | 45,4 (1)  | 2.23,3 (1)  | 1.31,8 (1) WR | 5.10,5 (1)  |
| Zilver | Inga Voronina-Artamonova   | Sovjet-Unie                    | 194,934 | 46,8 (5)  | 2.25,1 (3)  | 1.35,0 (3)    | 5.13,6 (3)  |
| Brons  | Valentina Stenina          | Sovjet-Unie                    | 195,283 | 47,8 (11) | 2.23,5 (2)  | 1.35,1 (4)    | 5.12,6 (2)  |
| 4      | Irina Jegorova             | Sovjet-Unie                    | 196,167 | 45,8 (2)  | 2.28,7 (6)  | 1.35,4 (6)    | 5.18,6 (4)  |
| 5      | Natalja Kolsjina           | Sovjet-Unie                    | 197,567 | 46,9 (6)  | 2.38,2 (5)  | 1.35,9 (7)    | 5.19,9 (6)  |
| 6      | Wang Shuyuan               | China                          | 198,366 | 47,9 (14) | 2.26,8 (4)  | 1.34,6 (2)    | 5.25,4 (11) |
| 7      | Gunilla Jacobsson          | Zweden                         | 198,867 | 46,7 (3)  | 2.31,2 (14) | 1.35,1 (4)    | 5.25,3 (10) |
| 8      | Inger Eriksson             | Zweden                         | 199,166 | 47,8 (11) | 2.30,1 (11) | 1.36,2 (10)   | 5.19,4 (5)  |
| 9      | Hatsue Takemizawa-Nagakubo | Japan                          | 199,933 | 47,3 (9)  | 2.31,3 (16) | 1.36,2 (10)   | 5.24,6 (9)  |
| 10     | Jeanne Ashworth            | Verenigde Staten               | 200,017 | 47,0 (7)  | 2.30,9 (13) | 1.36,0 (8)    | 5.28,3 (12) |
| 11     | Kim Song-sun               | Noord-Korea                    | 200,750 | 48,3 (16) | 2.30,0 (9)  | 1.37,1 (13)   | 5.23,4 (8)  |
| 12     | Han Pil-hwa                | Noord-Korea                    | 201,050 | 46,8 (4)  | 2.30,0 (9)  | 1.36,1 (9)    | 5.37,2 (15) |
| 13     | Christina Karlsson         | Zweden                         | 202,066 | 49,2 (25) | 2.30,7 (12) | 1.38,3 (19)   | 5.20,9 (7)  |
| 14     | Willy de Beer              | Nederland                      | 204,416 | 50,8 (32) | 2.29,5 (7)  | 1.38,1 (17)   | 5.28,4 (13) |
| 15     | Françoise Lucas            | Frankrijk                      | 204,633 | 48,9 (22) | 2.31,2 (14) | 1.38,1 (17)   | 5.37,7 (16) |
| 16     | Yang Yunxiang              | China                          | 204,667 | 49,8 (29) | 2.29,7 (8)  | 1.39,4 (25)   | 5.31,6 (14) |
| NC17   | Fumie Hama                 | Japan                          | 147,567 | 47,1 (8)  | 2.32,6 (22) | 1.39,2 (23)   | -           |
| NC18   | Kaija Mustonen             | Finland                        | 147,750 | 48,5 (18) | 2.31,5 (17) | 1.37,5 (15)   | -           |
| NC19   | Helga Haase-Obschernitzki  | Duitse Democratische Republiek | 148,000 | 48,8 (20) | 2.31,8 (21) | 1.37,2 (14)   | -           |
| NC20   | Sun Hongxia                | China                          | 148,017 | 48,8 (20) | 2.32,9 (23) | 1.36,5 (12)   | -           |
| NC21   | Christina Scherling        | Zweden                         | 148,217 | 48,7 (19) | 2.31,7 (20) | 1.37,9 (16)   | -           |
| NC22   | Liu Fengrong               | China                          | 148,250 | 48,0 (15) | 2.31,5 (17) | 1.39,5 (26)   | -           |
| NC23   | Elwira Seroczynska         | Polen                          | 148,867 | 47,7 (10) | 2.34,7 (26) | 1.39,2 (24)   | -           |
| NC24   | Yasuko Takano              | Japan                          | 149,150 | 49,5 (27) | 2.31,5 (17) | 1.38,3 (19)   | -           |
| NC25   | Helena Pilejczyk           | Polen                          | 149,550 | 47,8 (11) | 2.35,7 (27) | 1.39,7 (27)   | -           |
| NC26   | Kaneko Takahashi           | Japan                          | 149,650 | 49,0 (23) | 2.34,2 (24) | 1.38,5 (22)   | -           |
| NC27   | Barbara Lockhart           | Verenigde Staten               | 150,367 | 49,0 (23) | 2.36,5 (28) | 1.38,4 (21)   | -           |
| NC28   | Jeannette Ann Neil         | Australië                      | 151,650 | 48,4 (17) | 2.39,3 (29) | 1.40,3 (28)   | -           |
| NC29   | Erika Heinicke             | Duitse Democratische Republiek | 153,633 | 51,5 (34) | 2.34,3 (25) | 1.41,4 (30)   | -           |
| NC30   | Tsedenjavyn Lhamjav        | Mongolië                       | 153,883 | 50,2 (31) | 2.40,3 (30) | 1.40,5 (29)   | -           |
| nc31   | Bozena Kalbarczyk          | Polen                          | 155,467 | 50,1 (30) | 2.42,8 (32) | 1.42,2 (32)   | -           |
| NC32   | Gisela Manns               | Duitse Democratische Republiek | 155,800 | 51,2 (33) | 2.41,1 (31) | 1.41,8 (31)   | -           |
| NC33   | Teddi Jenkins              | Australië                      | 160,717 | 49,6 (28) | 2.55,4 (33) | 1.45,3 (34)   | -           |
| -      | Judy Morstein              | Verenigde Staten               | 100,600 | 49,2 (25) | NS          | 1.42,8 (33)   | -           |

* = met val
NC = niet gekwalificeerd
NF = niet gefinisht
NS = niet gestart
DQ = gediskwalificeerd
Vet gezet = kampioenschapsrecord